# 拉维勒泰特尔
拉维勒泰特尔（法語：Lavilletertre，法語發音：[laviltɛʁtʁ]）是法国瓦兹省的一个市镇，属于博韦区。

## 地理
拉维勒泰特尔（49°11'46"N, 1°55'46"E）面积16.22 平方千米，位于法国上法蘭西大區瓦兹省，该省份为法国北部内陆省份，北起索姆省，西接厄尔省和滨海塞纳省，南至塞纳-马恩省和瓦兹河谷省，东临埃纳省。
与拉维勒泰特尔接壤的市镇（或旧市镇、城区）包括：布孔维莱尔、沙旺松、利扬库尔圣皮埃尔、利耶尔维尔、莫讷维尔、图尔利、沙尔、韦克桑地区讷伊。

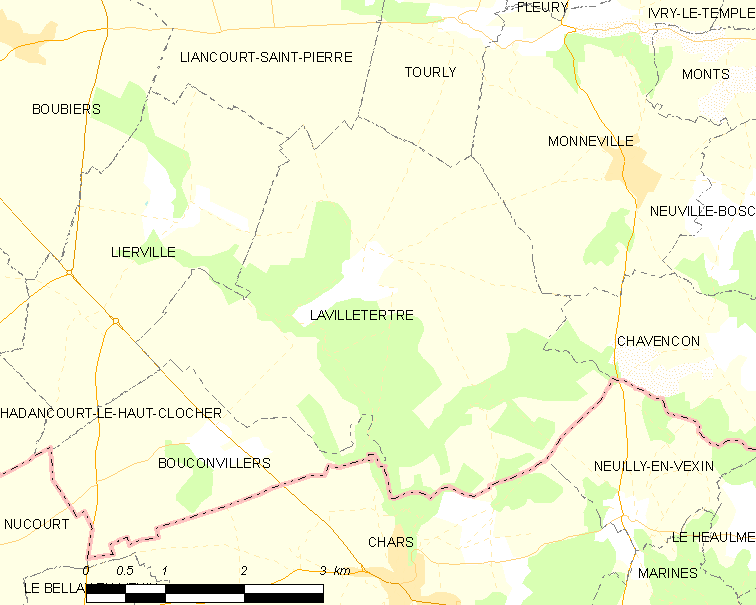
拉维勒泰特尔的OSM定位图

拉维勒泰特尔的时区为UTC+01:00、UTC+02:00（夏令时）。

## 行政
拉维勒泰特尔的邮政编码为60240，INSEE市镇编码为60356。

## 政治
拉维勒泰特尔所属的省级选区为韦克桑地区肖蒙县。

## 人口

1962-2008年间拉维勒泰特尔人口变化图示

拉维勒泰特尔于2022年1月1日时的人口数量为637人。